# Aleksandar Vučić
Aleksandar Vučić (cyr. Александар Вучић; ur. 5 marca 1970 w Belgradzie) – serbski polityk i prawnik. Parlamentarzysta, minister i wicepremier, od 2012 do 2023 przewodniczący Serbskiej Partii Postępowej (SNS). W latach 2014–2017 premier, a od 2017 prezydent Serbii.

## Życiorys

### Działalność do 2014
Ukończył studia prawnicze na Wydziale Prawa Uniwersytetu w Belgradzie. Pracował jako reporter telewizyjny. W 1993 wstąpił do Serbskiej Partii Radykalnej (SRS), wkrótce został wybrany na posła do Zgromadzenia Narodowego Republiki Serbii, odnawiając później wielokrotnie mandat poselski. W 1995 objął stanowisko sekretarza generalnego tego ugrupowania, którym pozostał przez kilkanaście lat. Od 1996 do 1998 był dyrektorem centrum sportowo-biznesowego.
W latach 1998–2000 sprawował urząd ministra informacji w gabinecie Mirka Marjanovicia. W okresie protestów przeciwko rządom prezydenta Slobodana Miloševicia był współtwórcą przepisów wprowadzających kary dla antyrządowych dziennikarzy i inicjatorem blokowania zagranicznych telewizji. Znalazł się wówczas na liście osób niepożądanych w Unii Europejskiej. W 2014 będąc wicepremierem opowiadającym się za polityką proeuropejską, publicznie przeprosił za swoją ówczesną działalność.
Dwukrotnie (w 2004 i w 2008) bez powodzenia kandydował na burmistrza Belgradu. W 2008 dołączył do Tomislava Nikolicia, który opuścił SRS, współtworząc z nim Serbską Partię Postępową. Był wiceprzewodniczącym tego ugrupowania, a w 2012, po objęciu przez założyciela SNS urzędu prezydenta Serbii, stanął na czele partii. W 2012 został także pierwszym wicepremierem i ministrem obrony w rządzie Ivicy Dačicia. Z tej drugiej funkcji ustąpił w 2013 w czasie rekonstrukcji gabinetu.

### Premier Serbii
W 2014 sygnował swoim nazwiskiem koalicję wyborczą powołaną na potrzeby przedterminowych wyborów parlamentarnych. Sojusz odniósł zdecydowane zwycięstwo, zdobywając ponad 48% głosów i 158 mandatów. 22 kwietnia 2014 został desygnowany na urząd premiera. 27 kwietnia tegoż roku wygłosił exposé przed Zgromadzeniem Narodowym i przedstawił członków rządu. Tego samego dnia parlament większością 198 głosów za przegłosował wotum zaufania wobec jego gabinetu.
Poparcie dla SNS utrzymywało się na poziomie wynoszącym około 50%, sam premier w kolejnych badaniach pozostawał najpopularniejszym politykiem w kraju. W styczniu 2016 Aleksandar Vučić wezwał do rozpisania przedterminowych wyborów parlamentarnych. Decyzję tę uzasadnił tym, że Serbia potrzebuje stabilnego rządu na okres czterech lat, by po tym czasie spełniała warunki przyjęcia do Unii Europejskiej. Otworzył listę wyborczą koalicji zorganizowanej przez postępowców na potrzeby wyborów z kwietnia 2016. Sygnowany jego nazwiskiem blok „Aleksandar Vučić – Serbia Wygrywa” otrzymał ponad 48% głosów i 131 mandatów w 250-osobowej Skupsztinie. Prezydent Tomislav Nikolić powierzył mu sformowanie nowego gabinetu.
8 sierpnia 2016 ogłosił skład swojego drugiego gabinetu. Trzy dni później Zgromadzenie Narodowe udzieliło jego gabinetowi wotum zaufania.

### Prezydent Serbii
W lutym 2017 ogłosił swój start w wyborach prezydenckich, uzyskując poparcie Serbskiej Partii Postępowej. Jako pierwszy zgłosił swoją kandydaturę do komisji wyborczej, przedkładając około 60 tys. podpisów. Poparcia udzieliło mu kilkanaście innych ugrupowań, m.in. Socjalistyczna Partia Serbii, Zjednoczona Serbia, Socjaldemokratyczna Partia Serbii, Partia Zjednoczonych Emerytów Serbii, Ruch Socjalistyczny, Serbski Ruch Odnowy, Ruch Siła Serbii, Związek Węgrów Wojwodiny (które razem z SNS formalnie utworzyły koalicję), a także Ludowa Partia Chłopska, Zjednoczona Partia Chłopska, Zieloni Serbii, Demokratyczna Partia Sandżaku i Samostalni DSS.
Został wybrany w wyborach z kwietnia 2017 na prezydenta Serbii, zwyciężając w pierwszej turze głosowania z wynikiem 55,1% głosów. Urząd prezydenta objął 31 maja 2017, kończąc w tym samym dniu sprawowanie urzędu premiera.
Aleksandar Vučić pozostał najbardziej wpływowym politykiem w państwie. Opowiadał się za działaniami na rzecz integracji z Unią Europejską. Krytycy zaczęli mu zarzucać autokratyczny styl rządów, a jego środowisko polityczne oskarżali o korupcję. Na przełomie 2018 i 2019 w kraju doszło do wspieranych przez opozycję protestów ulicznych przeciwko prezydentowi. W 2020 główne partie opozycyjne, w tym skupione w Sojuszu dla Serbii, zbojkotowały wybory parlamentarne, uznając je za niedemokratyczne. W wyborach tych wspierająca prezydenta koalicja „Aleksandar Vučić – Dla Naszych Dzieci” odniosła kolejne zdecydowane zwycięstwo. Już w październiku tegoż roku prezydent zapowiedział przedterminowe wybory nie później niż w kwietniu 2022.
Ostatecznie w kwietniu 2022 wybierano zarówno prezydenta, jak i nowy parlament. W wyborach prezydenckich Aleksandar Vučić z powodzeniem ubiegał się o prezydencką reelekcję; ponownie wygrał w pierwszej turze z wynikiem 60,0% głosów. Natomiast stanowiąca jego główne zaplecze polityczne SNS z koalicjantami (tym razem pod szyldem „Aleksandar Vučić – Razem Możemy Wszystko”) wprowadziła 120 posłów do Zgromadzenia Narodowego. W maju 2023 ustąpił z funkcji przewodniczącego SNS, zastąpił go rekomendowany przez niego Miloš Vučević.
W listopadzie 2024, wkrótce po katastrofie budowlanej w Nowym Sadzie, w Serbii rozpoczęły się wielomiesięczne protesty przeciwko prezydentowi i jego środowisku politycznemu, które stały się największymi protestami w najnowszej historii kraju.

## Odznaczenia i wyróżnienia
- Łańcuch Orderu Republiki Serbskiej (2018)
- Łańcuch Orderu Makariosa III (Cypr, 2018)[30]
- Order „Przyjaźń” I klasy (Kazachstan, 2018)[31][32]
- Order Aleksandra Newskiego (Rosja, 2019)[33][34][35]
- Order Świętego Sawy (Serbski Kościół Prawosławny, 2019)[36]
- Order Lwa Białego I klasy (Czechy, 2021)[37]
- Krzyż Wielki Orderu Świętego Karola (Monako, 2022)[38]
- Krzyż Wielki z Łańcuchem i Złotopromienną Gwiazdą Orderu Zasługi (Węgry, 2024)[39]
- Doktoraty honoris causa:

- Moskiewski Państwowy Instytut Stosunków Międzynarodowych (2017)
- Azərbaycan Dillər Universiteti (2018)

## Życie prywatne
Syn dziennikarki Angeliny (z domu Milovanov) i ekonomisty Anđelka. Aleksandar Vučić był żonaty z Kseniją (zm. 2022), z którą ma dwoje dzieci: syna Danila i córkę Milicę. Para rozstała się w 2011. Dwa lata później polityk zawarł związek małżeński z Tamarą z domu Đukanović, z którą ma syna Vukana. Deklaruje znajomość języka angielskiego.